# Dardenac
Dardenac ist eine französische Gemeinde mit 92 Einwohnern (Stand: 1. Januar 2022) im Département Gironde in der Region Nouvelle-Aquitaine (vor 2016 Aquitaine); sie gehört zum Arrondissement Libourne und zum Kanton Les Coteaux de Dordogne. Die Einwohner werden Dardenacais genannt.

## Geographie
Dardenac liegt etwa 31 Kilometer ostsüdöstlich von Bordeaux im Weinbaugebiet Entre deux mers. Umgeben wird Dardenac von den Nachbargemeinden Daignac im Norden und Osten, Faleyras im Osten und Süden sowie Blésignac im Westen.

## Bevölkerungsentwicklung
| Jahr                       | 1962 | 1968 | 1975 | 1982 | 1990 | 1999 | 2010 | 2020 |
| Einwohner                  | 64   | 61   | 57   | 67   | 60   | 59   | 93   | 90   |
| Quellen: Cassini und INSEE |      |      |      |      |      |      |      |      |

## Sehenswürdigkeiten
- Kirche Notre-Dame aus dem 16. Jahrhundert
- Friedhofskreuz

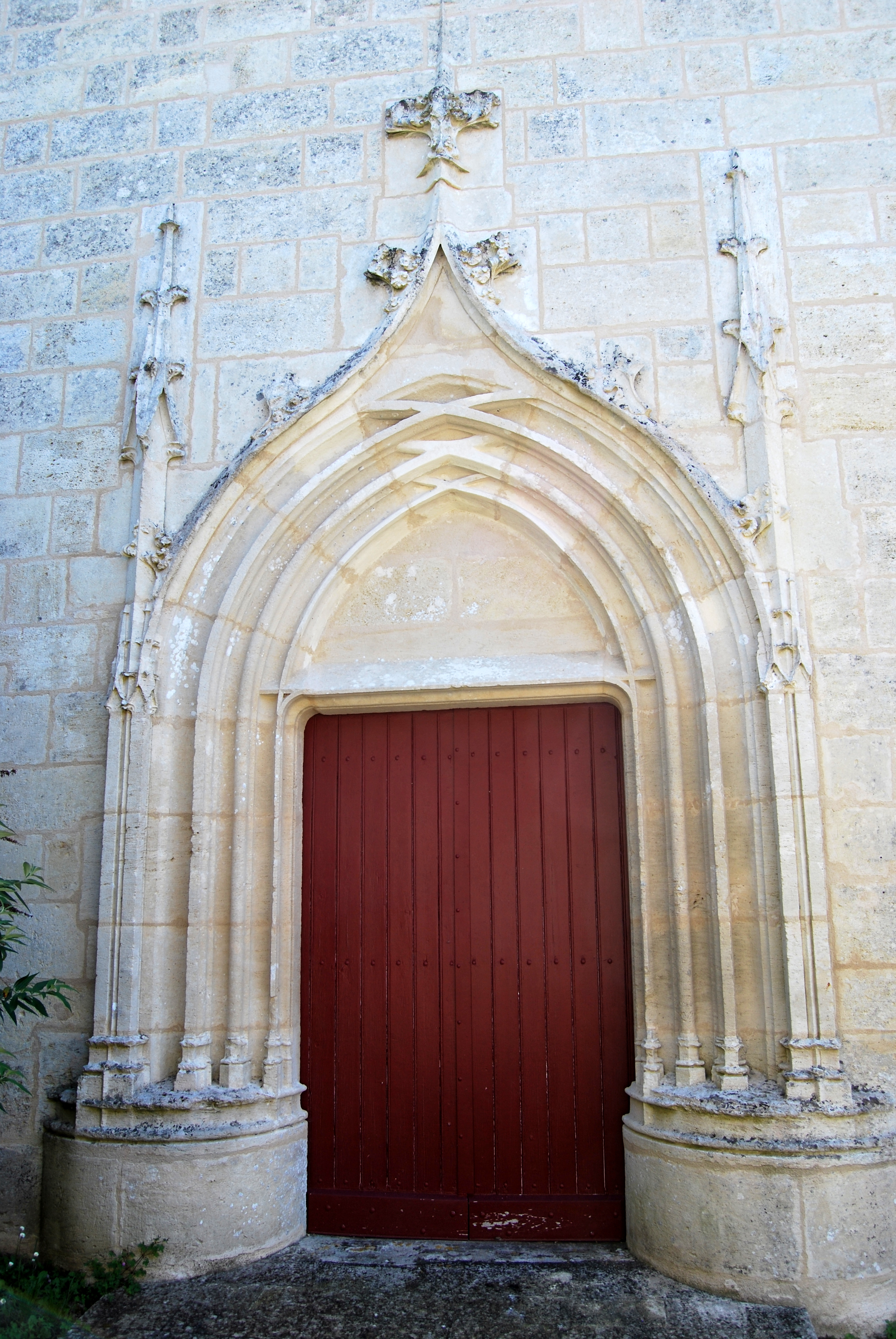
Westportal der Kirche Notre-Dame
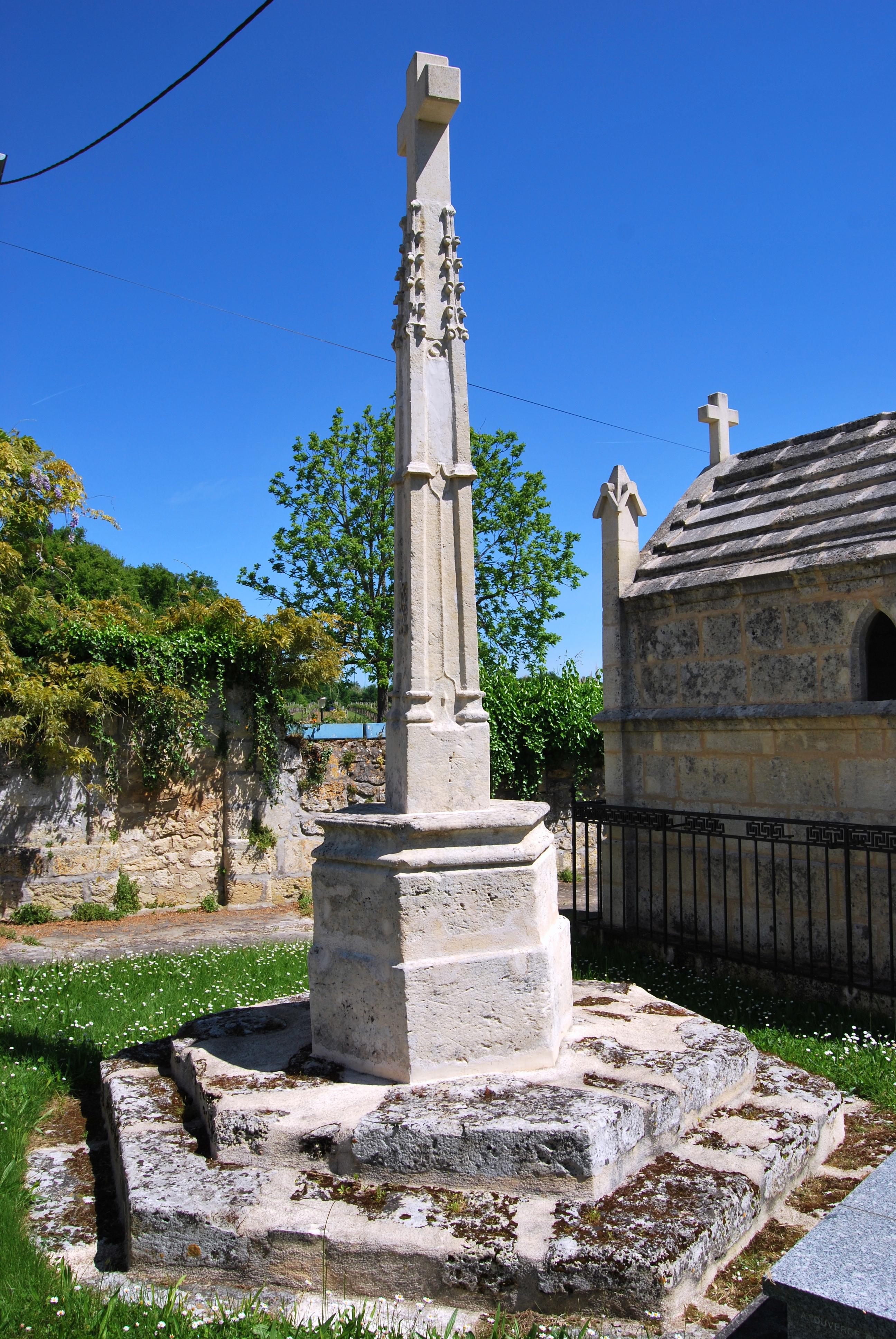
Friedhofskreuz